# Коренное (Смоленская область)
Коренное — деревня в Гагаринском районе Смоленской области России. Входит в состав Мальцевского сельского поселения.
Расположена в северо-восточной части области в 15 км к востоку от Гагарина, в 6 км севернее автодороги М1 «Беларусь», на берегу реки Петровки. В 3 км юго-восточнее деревни расположена железнодорожная платформа Батюшково на линии Москва — Минск.

## История
В годы Великой Отечественной войны деревня была оккупирована гитлеровскими войсками в октябре 1941 года, освобождена в марте 1943 года.